# Zia Tula
Zia Tula (La tía Tula) è un film del 1964 diretto da Miguel Picazo.

## Trama
Alla morte di Rosa, madre di famiglia, il marito Ramiro e i figli Ramirito e Tulita si ritrovano soli. Ad aiutare la famiglia in lutto accorre la sorella nubile di Rosa, Tula; energicamente e con un'enorme dedizione per i due orfani, la donna si prende in casa i tre e inizia a occuparsi di loro; si trasforma in gran fretta in una specie di madre adottiva, pienamente accettata dai nipoti che la chiamano affettuosamente zia Tula (tía Tula).
La vita di questo nuovo e singolare nucleo familiare viene turbata dalla comparsa di un pretendente che mostra un notevole interesse per Tula, la quale dal canto suo non prende neanche in considerazione l'eventualità di incontrarlo. Stupito dall'atteggiamento intransigente della donna, Ramiro fa notare alla cognata che non dovrebbe chiudere le porte alla possibilità di fondare una famiglia propria, aggiungendo che un giorno l'occasione di un matrimonio potrebbe presentarsi anche a lui. Tula però, molto legata alla memoria della sorella defunta, è scandalizzata dai ragionamenti di Ramiro.
L'uomo è comunque affascinato dalle amorose e qualche volta invadenti cure di Tula, e ben presto pensa di risolvere la questione facendole una proposta di matrimonio. Lei conferma in ogni caso il suo atteggiamento di rifiuto, che vale categoricamente per qualsiasi pretendente; ormai, la donna vede l'unico scopo della sua vita nell'educazione dei nipoti, che nel frattempo si è abituata a considerare figli propri. Il rapporto tra i due si incrina: lei è profondamente cattolica, ma del tutto restia ad aprirsi al mondo maschile; dal canto suo, lui è conscio dei suoi doveri di padre, ma incapace di resistere ai propri impulsi sessuali. Accade così un giorno che Tula riesce a malapena a sottrarsi ad un tentativo di abuso sessuale da parte del cognato.
Il sacerdote del paese, durante la confessione di Tula, suggerisce di accettare la proposta di matrimonio di Ramiro dato che indubbiamente sarebbe lei la persona più indicata a risollevare le sorti della famiglia; in caso contrario, aggiunge, Tula dovrà aspettarsi che il padre prima o poi lasci la provvisoria casa di famiglia insieme ai bambini e che prenda la sua strada per fondare una nuova famiglia. Le raccomandazioni del prete, comunque, non produrranno alcun cambiamento.
Accade cosi che a un certo punto, Ramiro si troverà nella necessità di agire: fortemente attratto da una giovane cugina di Tula, finisce per stuprarla; dato che la ragazza resta incinta, ben presto si renderà necessario il matrimonio riparatore. Al momento di comunicarle la notizia, Ramiro ricorda a Tula che avrebbe preferito mille volte sposare lei piuttosto che la cugina. Alla fine, in ogni caso, il padre lascia la casa di Tula insieme ai due bambini, che un treno porterà via definitivamente dall'abbriaccio della loro tía .

## Produzione
La pellicola è ispirata al romanzo omonimo di Miguel de Unamuno, scritto all'inizio del ventesimo secolo e poi pubblicato nel 1921.
La censura del regime franchista tagliò diverse scene, ripristinate però nelle copie messe successivamente in circolazione.

## Riconoscimenti
- 1964 – Festival Internazionale del Cinema di San Sebastián
  - Concha de Plata al miglior regista a Miguel Picazo
- 1965 – Premios Sant Jordi de Cinematografía
  - Miglior film
  - Migliore interpretazione ad Aurora Bautista